# هيري تورونتيجي
هيري تورونتيجي (بالإسبانية: Herri Torrontegui)‏ هو متسابق دراجات نارية إسباني سابق نافس في بطولة سباق الجائزة الكبرى للدراجات النارية. نافس في سباقات بطولة العالم لفئة 250 سي سي ولفئة 125 سي سي ولفئة 50 سي سي. بدأ المنافسة في بطولة العالم سنة 1986. أفضل موسم له كان موسم سنة 1989 عندما جاء في المركز الرابع في بطولة العالم لفئة 80 سي سي.

## روابط خارجية
- هيري تورونتيجي على موقع MotoGP.com (الإنجليزية)
- هيري تورونتيجي على موقع WorldSBK.com (الإنجليزية)